# 黃克嘉
黃克嘉（17世紀—1644年8月19日），南直隸廬州府合肥縣人，明朝、南明軍事人物。

## 生平
黃克嘉是隆慶五年進士黃道年之子，於崇禎三年（1630年）中武舉人，到十年（1637年）成武進士，任江西湖東守備，曾消滅聚眾長塘的山賊。十七年（1644年）七月，福建閻、羅、宋三家流寇萬餘人攻打江西磁龜谷，上級命令諸營合剿，他身先士卒殺敵無數，卻因為馬匹跌倒而遇害，死前還掀鬚對賊人說：「不要令血濺污我的鬍鬚。」賊人稱他為好漢，清朝乾隆四十一年（1776年）賜諡烈愍。

## 引用
1. 1 2  嘉慶《合肥縣志·卷二十三·人物傳》：黃道年，字延卿，隆慶辛未進士……子克嘉……克嘉，丁丑中武進士，任江西湖東守備，時山賊起，克嘉討平之，後福建閻羅宋、三家賊眾入流磁龜，憲檄諸營合勦，克嘉先登斬無數，因馬蹶遇害。 府志
2. ↑  嘉慶《合肥縣志·卷十八·選舉表》：武進士……（崇禎）十年丁丑 黃克嘉  道年子，見人物傳……武舉人……崇禎三年庚午……黃克嘉
3. ↑  光緒《重修安徽通志·卷一百六十八·人物志·忠節三》：黃克家【嘉】，合肥武進士，官湖東守備。福建閻、羅、宋三家賊烏合萬餘，檄諸營合勦，克家先登馬蹶遇害。國朝乾隆四十一年賜諡烈愍。 《勝朝殉節諸臣錄》
4. ↑  《古今圖書集成·明倫彙編·官常典·卷七百五十八·忠烈部名臣列傳五十三》：黃克嘉 按《合肥縣志》：克嘉，合肥人，進士道年之子。中武進士，任江西湖東守備。時山賊起聚長塘，克嘉討平之。後福建閻、羅、宋三家賊萬眾流入磁龜，憲檄廣建諸營合勦，克嘉先登，斬首無數，因馬蹶遇害。將死猶掀髯語賊曰：「毋令血污我鬚。」賊連稱好漢，甲申七月十九日也。
5. ↑  錢海岳《南明史·卷一百七·列傳第八十三》：黃克善【嘉】，合肥人。崇禎十年武進士，湖東守備。十七年七月，閻羅宋三劫龜茲，官兵合剿，斬獲獨多，馬蹶被執。將死，持其鬚日：「勿令血染我鬚也。」賊壯之。